# 왕이페이
왕이페이(중국어: 王一菲, 병음: Wáng Yīfēi, 한자음: 왕일비, 1995년 6월 14일 ~ )는 중국의 배우이다.

## 출연작

### 드라마
- 2017년 후난위성텔레비전 청춘진행중 《표량적이혜진》 - 한설 역
- 2018년 장쑤 위성 텔레비전 행복극장 《향밀침침신여상》 - 수화 역
- 2019년 아이치이 웹드라마 《검왕조》 - 오염자 역
- 2020년 텐센트 웹드라마 《삼생삼세 침상서》 - 지학 역
- 2020년 저장 위성 텔레비전 중국람극장 《국중인》 - 리우루옌 역
- 2021년 아이치이 웹드라마 《옥소령》 - 홍란 역
- 2021년 아이치이 웹드라마 《경경아심》 - 로운계 역
- 2022년 텐센트 웹드라마 《류광지성》 - 소보려 역
- 2022년 유쿠 웹드라마 《여군초상식》 - 경요 역
- 2023년 저장 위성 텔레비전 중국람극장 《요안적니아 : 눈부신 그대여》 - 리원 역